# یوسفو ماسی

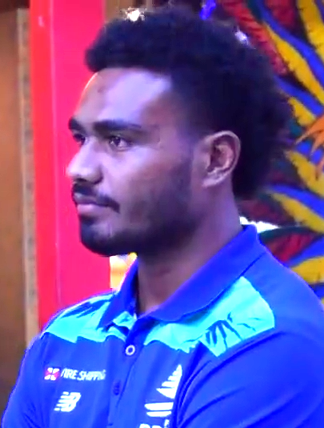

یوسفو ماسی (انگلیسی: Iosefo Masi؛ زادهٔ ۹ مهٔ ۱۹۹۸) بازیکن راگبی ۷ نفره اهل فیجی است.
وی در مسابقات کشوری و بین‌المللی در مجموع برندهٔ ۱ مدال طلا شده‌است.